# David Marty
David Marty (Perpiñán, 30 de octubre de 1982) es un jugador francés de rugby que se desempeña como centro y juega en el USA Perpignan del Top 14.

## Selección nacional
Fue convocado a Les Bleus para participar del Torneo de las Seis Naciones 2005 y jugó su último partido en octubre de 2011 ante el XV de la Rosa. En total disputó 37 partidos y marcó 55 puntos, productos de once tries.

### Participaciones en Copas del Mundo
En Francia 2007 Les Blues eran los favoritos pero trompezaron en la inauguración del torneo cayendo derrotados por Argentina 12–17 y terminaron segundos en el grupo. En un partido memorable, ganaron a los All Blacks 20–18 (éste fue el peor mundial de Nueva Zelanda), en semifinales enfrentaron a los vigentes campeones del mundo: el XV de la Rosa, siendo vencidos 9–14 y nuevamente perdieron ante los Pumas 10–34 por el tercer puesto. Marty fue titular en todos los partidos, formando la pareja de centros junto a Yannick Jauzion.
En Nueva Zelanda 2011 Marty fue suplente de Maxime Mermoz y Aurélien Rougerie, siendo titular solo ante los Canucks, jugó 10 minutos ante Inglaterra por los cuartos de final y se retiró del seleccionado tras el torneo. Los franceses avanzaron a la fase final de milagro, ya que perdieron dos partidos en su grupo, derrotaron a los Dragones rojos en semifinales y fueron vencidos en la final por los anfitriones.
| Mundial                       | Sede          | Resultado     | PJ | Tries |
| ----------------------------- | ------------- | ------------- | -- | ----- |
| Copa Mundial de Rugby de 2007 | Francia       | Cuarto puesto | 6  | 1     |
| Copa Mundial de Rugby de 2011 | Nueva Zelanda | Subcampeón    | 3  | 0     |

## Palmarés
- Campeón del Torneo de las Seis Naciones de 2006, 2007 y 2010.
- Campeón del Top 14 de 2008–09.
- Campeón de la Rugby Pro D2 de 2017–18.